# Basilisk II
Basilisk II är en emulator för datorprogram och operativsystem som skrivits för en Macintosh med 68k-processor på en modern dator. Emulatorn kan köra operativsystemet Mac OS 8.1 (och äldre) som är det sista som är anpassat för Macintoshdatorer med 68k-processor.